# Наталија Поклонска
Наталија Поклонска (рус. Наталья Владимировна Поклонская) је руска политичарка, правница, посланица државне думе Руске Федерације од 5 октобра 2016.
Бивша врховна тужитељка Републике Крим у саставу Русије од 25. марта 2014. до 6. октобра 2016. године. Од 11. марта 2014. до 17. марта 2014. била је врховна тужитељка Аутономне Републике Крим у саставу Украјине и независне Републике Крим.

## Биографија
Рођена је 18. марта 1980. године у месту Михајловка у близини Славјаносербска у тадашњој Ворошиловградској области (данас Луганска област). Када је имала осам година сели се са родитељима у Јевпаторију на Криму.
Поклонска је на самом Криму пажњу први пут привукла 2011. године, када је као државна тужитељка водила кривични процес против Рувима Аронова, бившег потпредсједника Врховног совјета Републике Крим, оптуженог за повезаност са организованим криминалом. Исте године је именована за симферопољског тужиоца задуженог за заштиту животне средине. Након тога је премештена у Кијев, у кабинет Врховног тужиоца Украјине.
У Кијеву је 25. фебруара 2014. поднела оставку, објавивши како "се стиди живети у земљи у којој бандити могу слободно ходати по улицама" (о активистима који заузимају улице). Оставка није прихваћена. Уместо тога, Поклонска се вратила на родни Крим.
Именована је 11. марта 2014. од стране премијера Сергеја Аксјонова врховном тужитељком Аутономне Републике Крим, пре ње четворица мушкарца одбили су овај посао. Поклонска је промену власти у Кијеву назвала "антиуставним пучем". На својој првој прес-конференцији је изазвала велику пажњу због свог неуобичајено атрактивног изгледа, а у року од неколико дана је постала интернет феномен, захваљујући новоствореним поклоницима у источној Азији који су почели радити њене слике у аниме стилу.
Украјинске власти су против ње 26. марта 2014. године објавиле потерницу.

## Приватни живот
У интервјуу за Спутњик маја 2018. изјавила је да је српског порекла, и да је то давно сазнала од своје прабаке Катарине Гаврилове. Преци су јој дошли са простора Војводине и живели су у Славјаносербску.